# Albintimilium
Albintimilium è un sito archeologico statale di epoca preromana e romana a Nervia, frazione di Ventimiglia, in Italia.
Albintimilium era la capitale del popolo degli Intemelii o Intimilii, nota anche come Albium Intemelium. Fu, unitamente ad Albium Ingaunum (Albenga), una delle più importanti sedi degli antichi Liguri.

In età romana conseguì il diritto latino e nell'89 a.C. costituì un municipium. I limiti del territorio della città romana sono imprecisati: Strabone la definisce come una grande città che si estendeva lungo la costa da Monaco a Sanremo, compreso l'entroterra. Il suo nucleo si trovava nel canale naturale tra il fiume Roja e il torrente Nervia.

In età medievale la città venne abbandonata e la popolazione si spostò verso l'interno del territorio. In questo periodo le rovine della città romana vennero ricoperte da una vasta duna di sabbia portata dai venti sulla spiaggia alla foce del Nervia.

## Cronologia del sito
La scoperta dell'Albintimilium romana è successiva al Trattato di Torino del 1860, che portò all'uso della sabbia per la costruzione della stazione ferroviaria internazionale e della nuova Ventimiglia moderna. A iniziare gli scavi fu l'archeologo e storico Girolamo Rossi.
Sfortunatamente, la legislazione che regolava il settore archeologico era ancora imperfetta e permetteva scavi clandestini. La zona maggiormente colpita da questo fu la necropoli, i cui corredi andarono ad arricchire musei stranieri e cittadini privati; i reperti vennero salvati solo in piccola parte nel nascente museo locale e nella Villa Hanbury.
Girolamo Rossi scavò e scoprì una parte del teatro nel 1877 e le terme nel 1900. Nel 1908 riassunse i risultati delle sue ricerche nel volume I Liguri Intemeli. Dopo la sua morte, dal 1915 al 1918 si ebbero i primi scavi sistematici a cura della Soprintendenza alle Antichità del Piemonte e della Liguria, sotto la direzione di Pietro Barocelli, che rinvenne buona parte del teatro, le mura, le insulae a nord e 145 tombe della necropoli. I materiali di queste ultime sono stati divisi tra i musei di Ventimiglia, Genova e Torino.
Dopo un periodo di stasi, gli scavi vennero ripresi in una serie di campagne a cura di Nino Lamboglia dal 1938 al 1976, interrotte solamente negli anni della guerra. Lamboglia ricostruì inoltre la storia dell'intero municipio romano di Albintimilium.
Il sito archeologico venne aperto al pubblico nel 1980 e permette di visitare un antiquarium con una ricca selezione di reperti rinvenuti a seguito degli scavi, i resti del teatro e delle terme.

## Teatro
Il teatro romano risale alla fine del II secolo e all'inizio del III secolo d.C. e sorge al limite nord-occidentale dell'area cittadina, vicino alla necropoli. È certo che per erigerlo vennero demoliti edifici già esistenti come un tratto delle mura occidentali e parte della torre sud della Porta di Provenza. Venne scoperto superficialmente nel 1877 da Girolamo Rossi; continuò i lavori, rinvenendone circa i due terzi, la compagnia di Pietro Barocelli. Lo scavo fu terminato nei decenni successivi da Nino Lamboglia.

## Le strade
Come tutte le città di fondazione romana anche Albintimilium presenta lo schema quadrangolare del castrum, di cui sono stati individuati due cardi e tre decumani.

### Decumani
Negli scavi del 1950 è stato rinvenuto il decumanus maximus che divide i quartieri alti, liguri-romani, da quelli bassi, puramente romani, fino alla Porta di Provenza. Il decumanus maximus è largo 2,95 m e ai suoi lati presenta due marciapiedi (crepidines) perfettamente conservati. Il lastricato venne abbandonato dalla manutenzione municipale intorno al V secolo d.C. e ad esso si sovrappongono 17 livelli di rialzamento. Dal basso verso l'alto si distinguono tre ciottolati:
- uno inferiore, molto curato, che si sovrappone ai primi otto livelli
- uno intermedio, in parte distrutto, che come certe strutture ai lati della strada risale all'età bizantina. Appare tagliato e occupato da tombe collocate longitudinalmente alla strada
- uno superiore, spesso 1,65 m, in pietra della Turbie, che riempiva tutta la lunghezza della strada. Nell'Alto Medioevo, sopra di esso venne costruito un muretto longitudinale che tolse a questa strada il ruolo di strada principale.

Negli scavi del 1930-40 è stato scoperto un decumano minore (decumano B) più a sud, largo 3,80 m e privo di marciapiedi, che traccia il confine del primo insediamento romano e presenta successioni di strati ricollegabili a fasi edilizie determinate. Questo decumano venne notevolmente ristretto nel II secolo d.C. e appare interrotto ad est dalla costruzione di un'insula.
Venne riportato alla luce anche un terzo decumano (decumano A) che è stato identificato come la Via Julia Augusta, l'unica strada carreggiabile di età romana nella Liguria occidentale.

### Cardi
Scavi successivi hanno ritrovato due cardi (A e B), perfettamente ortogonali ai due decumani.
Il cardo A venne costruito inizialmente come strada di collegamento tra il decumano massimo e il mare; in seguito, venne delimitato da case (domus) di età imperiale, età in cui cessa la sua funzione pubblica.
Il cardo B, nonostante la sua considerevole larghezza, dovette essere stato considerato dall'inizio una strada pedonale di secondo ordine. Fino al medio-impero è stato diviso in due zone con uno scopo preciso:
- la zona di levante presenta una sovrapposizione di suoli battuti con funzione di marciapiede.
- la zona di ponente era caratterizzata da un grande avvallamento per convogliare le acque.

Questo cardo perse la sua funzione in età bizantina e venne notevolmente ristretto.
Il cardo maximus doveva partire dalla porta meridionale, chiamata "Porta Marina", e nel suo incrocio con il decumano massimo doveva essere ubicato il foro.

## Necropoli

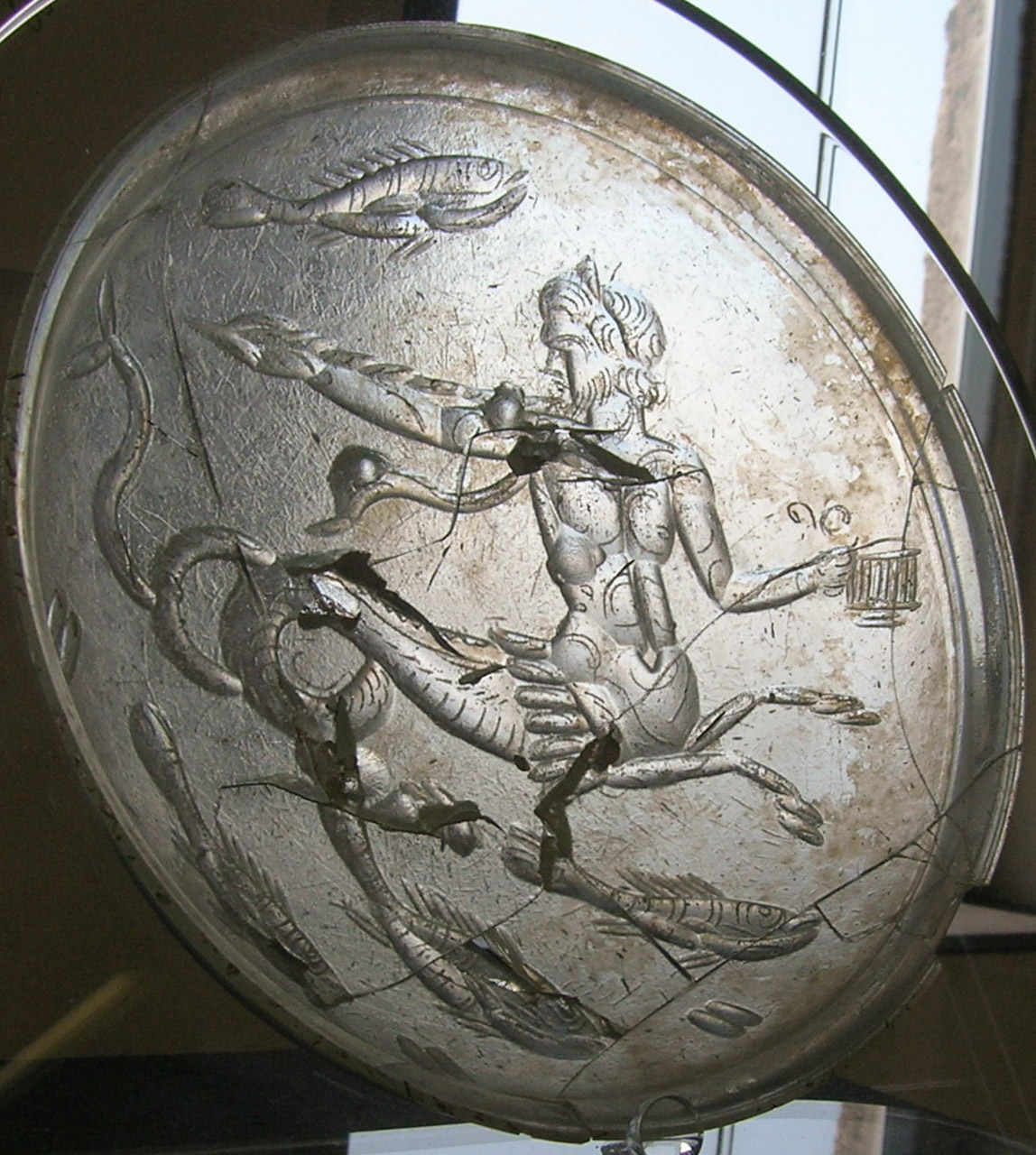
Coppa in vetro con ictiocentauro, rinvenuta nella necropoli nel 1882

Appena fuori dalla città, dalla porta occidentale, il decumanus maximus diventava la "via dei Sepolcri" che attraversava la grandissima necropoli della zona che comprende la necropoli occidentale, quella lungo il decumano massimo a levante e quella settentrionale ai lati della strada minore.
Le tombe sono state il primo reperto ad essere rinvenuto quando nel 1865 iniziarono gli scavi per impiegare la sabbia nella costruzione della Ventimiglia moderna. I primi oggetti rinvenuti sono tuttavia andati dispersi a causa degli scavi clandestini.
La maggior parte delle tombe appartiene ai primi due secoli dell'impero. Le più antiche, fatte a incinerazione, sono ricchissime di suppellettili databili dall'1 al 160 d.C. che si sono conservate in modo eccezionale grazie alla sabbia. Le tombe più tarde sono state fatte a inumazione e hanno un corredo più povero.
Alcune sepolture erano raggruppate in recinti di famiglia, anche se pochi erano veramente monumentali.
Le tombe scoperte da Barocelli sono numerate dall'1 al 146 e da quelle provengono decine di iscrizioni e stele funerarie che conservano una parte dei nomi delle famiglie più illustri di Albintimilium. Dopo il 1938 sono state rinvenute da Lamboglia le tombe dal 148 al 185 nell'area del teatro e lungo il decumano massimo.

## Insulae e domus
Le insulae (case condominiali) di Albintimilium hanno ciascuna una pianta rettangolare di 25,90 x 9,60 m (84 x 32 piedi romani), nello stile urbanistico di età repubblicana. Le insulae mostrano serie di strutture murarie sovrapposte, realizzate con tecniche diverse; complessivamente sono state riportate alla luce 7 insulae.
La I venne costruita in età imperiale ed era situata nella zona del moderno ospedale, cioè tra il cardo A e i decumani A e B. Attraverso ristrutturazioni risalenti al II-III secolo d.C. arriverà a interrompere entrambi i decumani e a fare dell'insula II il proprio cortile interno.
Nello spazio dell'insula II è stata ritrovata una vaschetta in muratura che avrebbe raccolto l'acqua per alimentare una fontana a zampillo rotonda, costruita con conci regolari e rifinita con malta di calce. Accanto a essa si conserva un'altra vaschetta più piccola che serviva come abbeveratoio.
L'insula III venne scoperta nel 1951-52 a est del decumano B e, come le altre, include abitazioni su fondazioni più antiche; di queste abitazioni rimangono frammenti di intonaco rosso e di soffitto ligneo bruciato.
L'insula IV è situata a ovest del cardo B ma gli elementi scoperti non bastano per ricostruirne la pianta e documentarne le fasi di ristrutturazione.
L'insula V è occupata dalla domus (abitazione privata monofamiliare) del Cavalcavia. Lo scavo ha permesso di approfondire fino al livello più antico. La parte più facilmente visibile è la ricostruzione del III secolo d.C.
La domus presenta la facciata principale sul decumano massimo. La facciata è divisa in tre parti: la parte centrale è occupata dal vestibolo (fauces) e ai lati ci sono due negozi (tabernae). Il vestibolo era pavimentato in pietra della Turbie e portava al portone di ingresso a tre ante (limen) della casa che immetteva nell'atrio, l'anticamera dell'abitazione. Si tratta di un atrio tetrastilo, perfettamente quadrato. Al centro sono ancora visibili le basi delle quattro colonne dell'impluvium (vasca per la raccolta dell'acqua dalle gronde), anche se non è escluso che in quel punto vi fosse invece una fontana.
Davanti all'entrata si trovava poi il tablinum, una sala che separava la parte anteriore della casa da quella posteriore. A destra dell'atrio si affaccia un vano con probabile funzione di sala da pranzo (triclinium), mentre a sinistra c'è una scala che portava al piano o ai piani superiori.
L'insula VI è a sud del decumano B e interrompe il cardo A.
L'insula VII si trova a sud del decumano B tra i cardi B e C. I ritrovamenti suggeriscono che costituisse anch'essa una domus.
A nord del decumano massimo sono stati rinvenuti pezzi di altre insulae che sono lasciate fuori dall'enumerazione perché non seguono un ordine di posizionamento preciso, dovendo seguire l'andamento della collina.
Un'altra domus ritrovata parzialmente intatta è la cosiddetta domus Libanore, scoperta nel 1916, durante la costruzione del casello ferroviario. Al suo interno venne riportato alla luce un pavimento con un mosaico romano a motivi geometrici.
Vicino vennero rinvenuti altri tre ambienti della domus, il più grande dei quali presentava il pavimento con un mosaico policromatico, chiamato poi "mosaico Libanore". La parte di mosaico rinvenuta è composta da tessere di medie dimensioni, la maggior parte in marmo bianco e nero, con alcuni particolari fatti con tessere rosse. Segue uno schema decorativo diviso in due zone quasi quadrate separate da motivi geometrici e circondate da una fascia a motivi vegetali. Ogni quadrato è diviso in semicerchi e quarti di cerchio con all'interno raffigurazioni di animali marini (tritoni), volatili, maschere femminili, amorini gladiatori e al centro un ibis e una testa di Medusa.
Anche il perimetro della casa è fatto a mosaico ma è una ristrutturazione posteriore.
In base allo stile, la domus dovrebbe collocarsi nella seconda metà del I secolo d.C. mentre la pianta è quella di una domus augustea.

## Terme

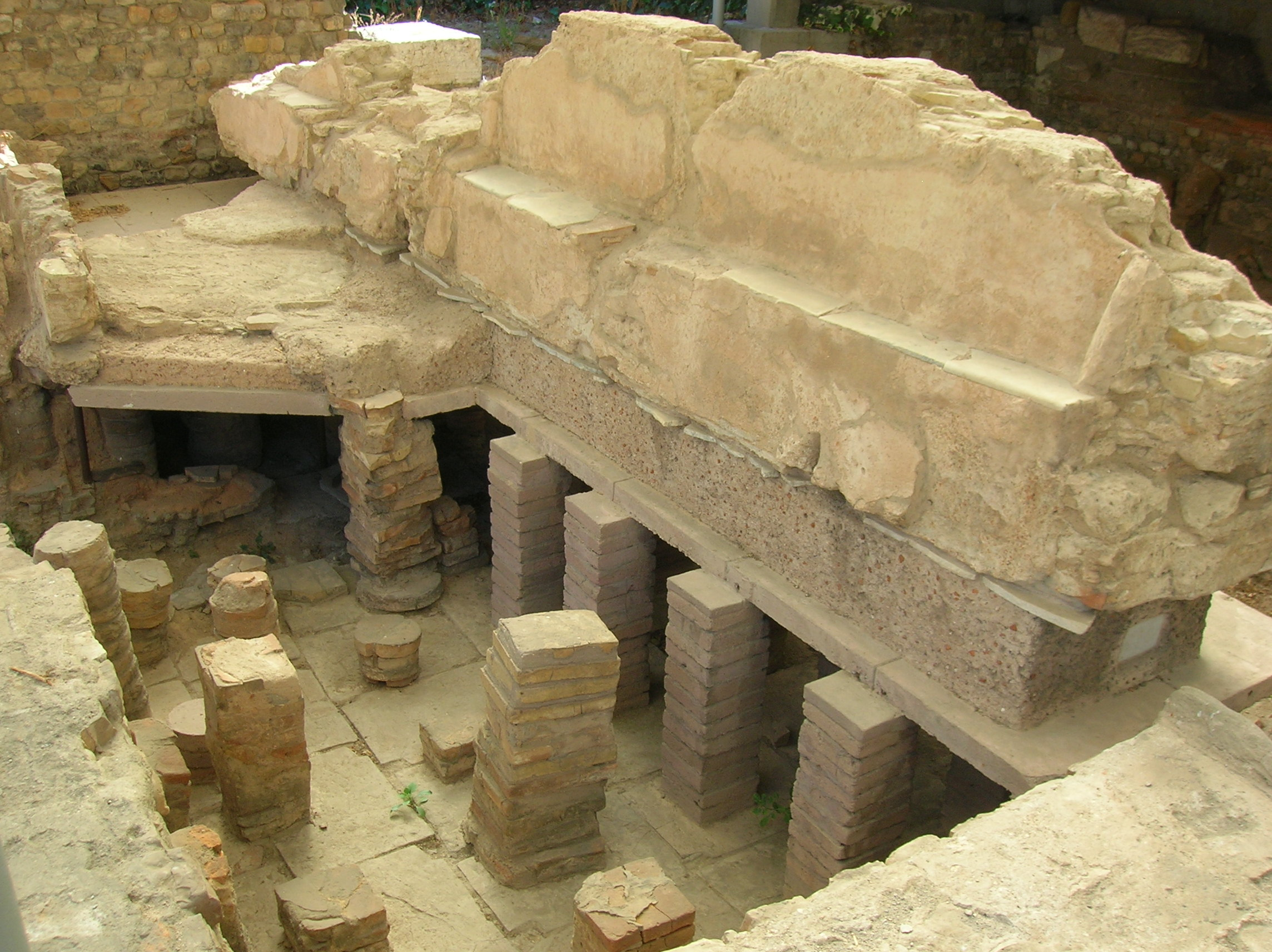
Terme

Le terme di Albintimilium vennero costruite verso la fine del I secolo d.C. nei quartieri occidentali della città, sui resti di un'insula di età augustea. Si trovano poco a sud del teatro, al confine con le insulae occidentali.
L'ultimo rifacimento delle terme risale all'età di Diocleziano con il riadattamento di edifici già esistenti che avevano avuto fino ad allora un'altra funzione. La distruzione delle terme si colloca immediatamente dopo le invasioni barbariche di inizio V secolo d.C.
Dai ritrovamenti fatti si può dedurre che le terme di Albintimilium fossero un complesso di otto stanze di considerevoli dimensioni. Non è possibile stabilire se presentassero una divisione interna netta tra ambienti femminili e maschili.
In ordine di scoperta, sono state rinvenute due sale (praefurnia) dove veniva bruciata la legna per creare l'aria calda che scorreva nell'ipocausto con i relativi fornelli di riscaldamento, chiusi da ogni lato con blocchi di pietra arenaria refrattaria. A questi locali si accedeva dall'alto attraverso una scaletta in muratura. In entrambi i praefurnia viene lasciata libera una zona che era riservata all'accatastamento della legna da ardere; i due vani hanno anche un piano rialzato, probabilmente usato come ambiente di passaggio o come piscina contenente acqua tiepida (tepidaria).
I due praefurnia sono direttamente collegati con due ipocausti, cioè gli impianti per il riscaldamento degli ambienti, comunicanti tra di loro con un doppio condotto, ad arco ribassato in mattoni, per il passaggio dell'aria calda. Le prime due stanze paiono avere funzioni diverse:
- Il vano I non presenta resti di vasche o sedili che permettano di documentare una sua eventuale funzione come piscina per l'acqua calda. Per questo motivo si è ipotizzato che si trattasse di un asse cella o laconicum, cioè della sauna. Gli angoli del vano sono ispessiti per permettere l'appoggio della volta. Il lato ovest presenta al centro una rientranza che avrebbe potuto contenere un mobile, un sedile, una vasca o una finestra che si affacciava sul giardino. Le colonnette che reggono l'ipocausto sono rotonde o quadrate e il pavimento che sorreggono è costruito con una base di mattoni spessi e calce rifinito con lastre sottili di marmo.
- il vano II è identificato come una piscina ad acqua calda (calidaria) siccome presenta a nord un doppio sedile in muratura, separato da uno schienale ricoperto da sottili lastre di marmo. Il vano presenta un ipocausto con pavimento in mattoni quadrati. Le colonnette sono come quelle del vano precedente. Le pareti della stanza erano intonacate e decorate con lesene in malta; inoltre erano foderate con tubi, a sezione rettangolare, che formavano l'ipocausto. Tra le pareti e il soffitto (o la volta) si trovava un cornicione in muratura decorato con motivi vegetali.

La funzione dei vani VI e VIII è difficilmente interpretabile ma è plausibile che costituissero ambienti di passaggio, spogliatoi o aule per i massaggi (opodyteria).
Poco più a nord di questi vani termali, proprio davanti all'odierno ospedale, sono stati rinvenuti due vani che dovevano essere due piscine di acqua fredda (frigidaria) e un ulteriore vano che faceva loro da ipocausto. Questi si trovano a due livelli diversi fra loro e terminano a est con un muro molto spesso (di cui si conservano solo le fondamenta) che dovrebbe presentare lateralmente le terme al cardo maximus. Questa tecnica è usata anche negli altri ambienti termali ritrovati, cosa che fa pensare che il complesso dovesse essere unico e di notevole grandezza, con la fronte principale sul foro.
Una delle piscine conserva, quasi intatto, il sedile in muratura e mattoni lungo la parete sud. Il pavimento di ognuno dei due frigidaria è ricoperto da un mosaico.

## Mosaici delle terme

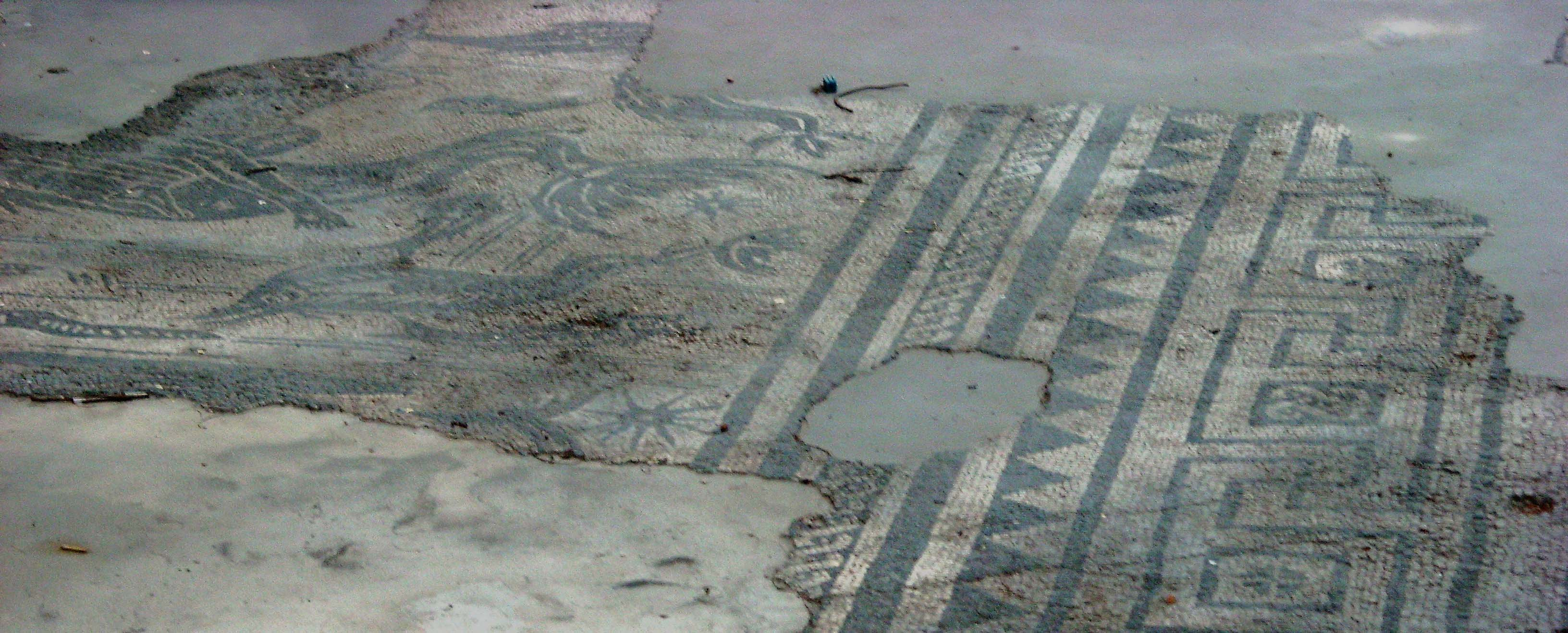
Il mosaico dell'Arione

Il Mosaico di Arione ricopre il pavimento di uno dei due frigidaria e si presenta oggi molto mutilato e tagliato dalla costruzione dell'ex ospedale di Santo Spirito. Conserva ancora abbastanza intatto il fregio con diverse fasce di motivi geometrici, il motivo centrale che ritrae un personaggio che cavalca un delfino (il fatto che il personaggio cavalchi un delfino è il motivo per cui Girolamo Rossi gli diede il nome di Arione) e altre decorazioni (pesci, sole, stelle ecc.). Il mosaico è composto da tessere bianche e nere di medie e grandi dimensioni.
Il mosaico del vano della piscina a nord è a un livello più basso di circa 96 cm e presenta 32 quadri decorati con motivi vegetali diversi combinati (a croce, rosette, foglie semplici o lanceolate). Una fascia multipla incornicia l'intero mosaico composto da tessere bianche e nere di piccole dimensioni.

## Mosaico delle Stagioni
Sul litorale di Nervia doveva trovarsi il porto di Albinitmilium, come suggerisce l'avancorpo formato dalle mura in quel punto: questo tipo di struttura era presente in altri porti romani. Sul lato sud venne scavato nel 1852 un mosaico policromatico a motivi geometrici con la raffigurazione delle quattro stagioni in forma antropomorfa. Il mosaico si trovava in un edificio non necessariamente legato all'attività portuale. Questo mosaico è stato completamente distrutto il giorno dopo la sua scoperta e ne rimane solamente una formella contenente il busto di una delle stagioni, esposta nell'Antiquarium statale di Nervia.

## Mura
La cinta muraria era costruita con piccoli ciottoli legati con calce, larga circa 2,30 m e delimitava un impianto urbano a forma leggermente trapezoidale (di circa 400x600). Se ne conoscono con sicurezza tre lati:
- Lato sud: verso il mare, al centro del quale è stata scoperta nel 1885 una porta ad arco rotondo, rinominata "Porta Marina", larga 1,70 m, su cui sboccava il cardo massimo
- Lato ovest: distrutto parzialmente per la costruzione del teatro. Interessante perché presenta a sud i resti di una costruzione a scopo difensivo di età repubblicana
- Lato nord: ne fa parte la Porta Praetoria altrimenti conosciuta come "Porta di Provenza". Questa porta è situata dietro al teatro e si compone di due torri circolari poste in arretrato l'una rispetto all'altra, con scala di accesso e cortile d'armi interno. Presentava anche tre fornici di cui quello centrale era l'unico largo e carrabile. Da qui si trovava la scala che portava alla parte superiore delle mura. La sua funzione difensiva si protrasse fino all'età medio-imperiale.

Il lato est delle mura, che doveva collegare il porto e la collina, è indeterminato; è probabile che a esso confluissero due lati formanti un avancorpo a difesa del porto, siccome il mare si trovava molto più vicino alle mura di quanto lo sia ora. Il percorso murario risale al I secolo a.C., probabilmente fra l'80 e il 60, e non è escluso che sia collegato all'azione di Cesare durante la conquista delle Gallie.

## Antiquarium
L'Antiquarium è un museo archeologico situato al centro del sito archeologico.
L'edificio originario era un collegio femminile e asilo infantile. Parzialmente distrutto nel corso della seconda guerra mondiale, fino agli anni ottanta è stato usato come deposito e laboratorio degli scavi; lì Lamboglia mise a punto la tecnica dello scavo stratigrafico e lo studio della ceramica romana. È stato rinnovato nel 1980 dal Ministero per i Beni e le Attività Culturali, ed è un centro espositivo e didattico per la visita dell'area archeologica.
Da dicembre 2015 il Ministero della cultura lo gestisce tramite il Polo Museale della Liguria, nel 2019 divenuto Direzione regionale Musei.
All'interno dell'Antiquarium un percorso espositivo illustra, con riproduzioni in scala, i principali monumenti della città romana: la Porta di Provenza, il teatro, le terme, la necropoli e i quartieri di abitazione popolare. In apposite teche sono conservati alcuni resti di decorazioni architettoniche interne con marmi asiatici, intonaci policromi e stucchi. In altre teche sono esposti oggetti per la cosmesi (gioielli, aghi crinali e balsamari) e legati all'alimentazione (scodelle, piatti, mortai, pentole, padelle ecc.) che aiutano a comprendere la vita quotidiana dell'epoca.
All'esterno, la visita dell'Antiquarium si integra con quella dell'area delle terme e del teatro, dove è possibile vedere in situ i resti scoperti.

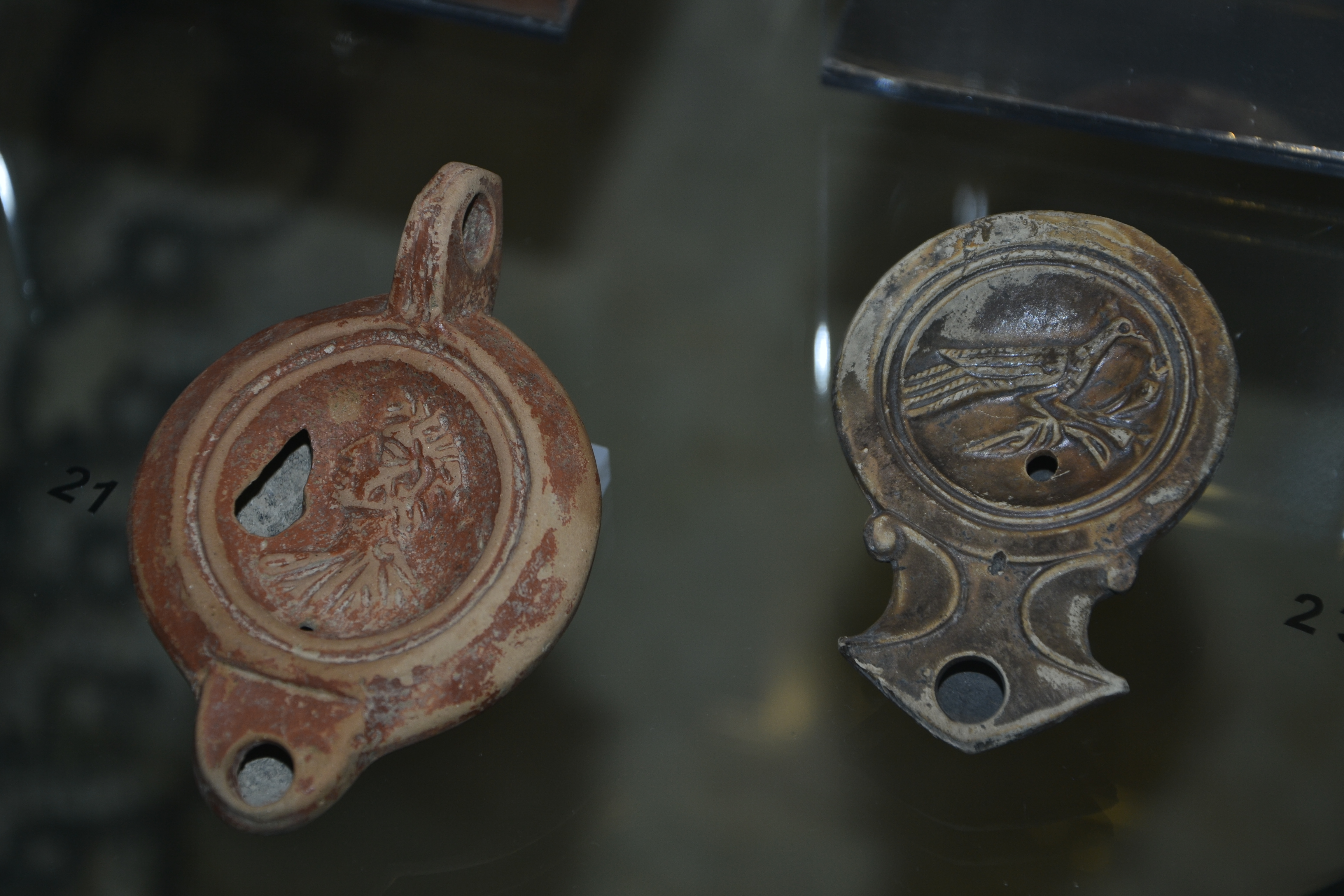
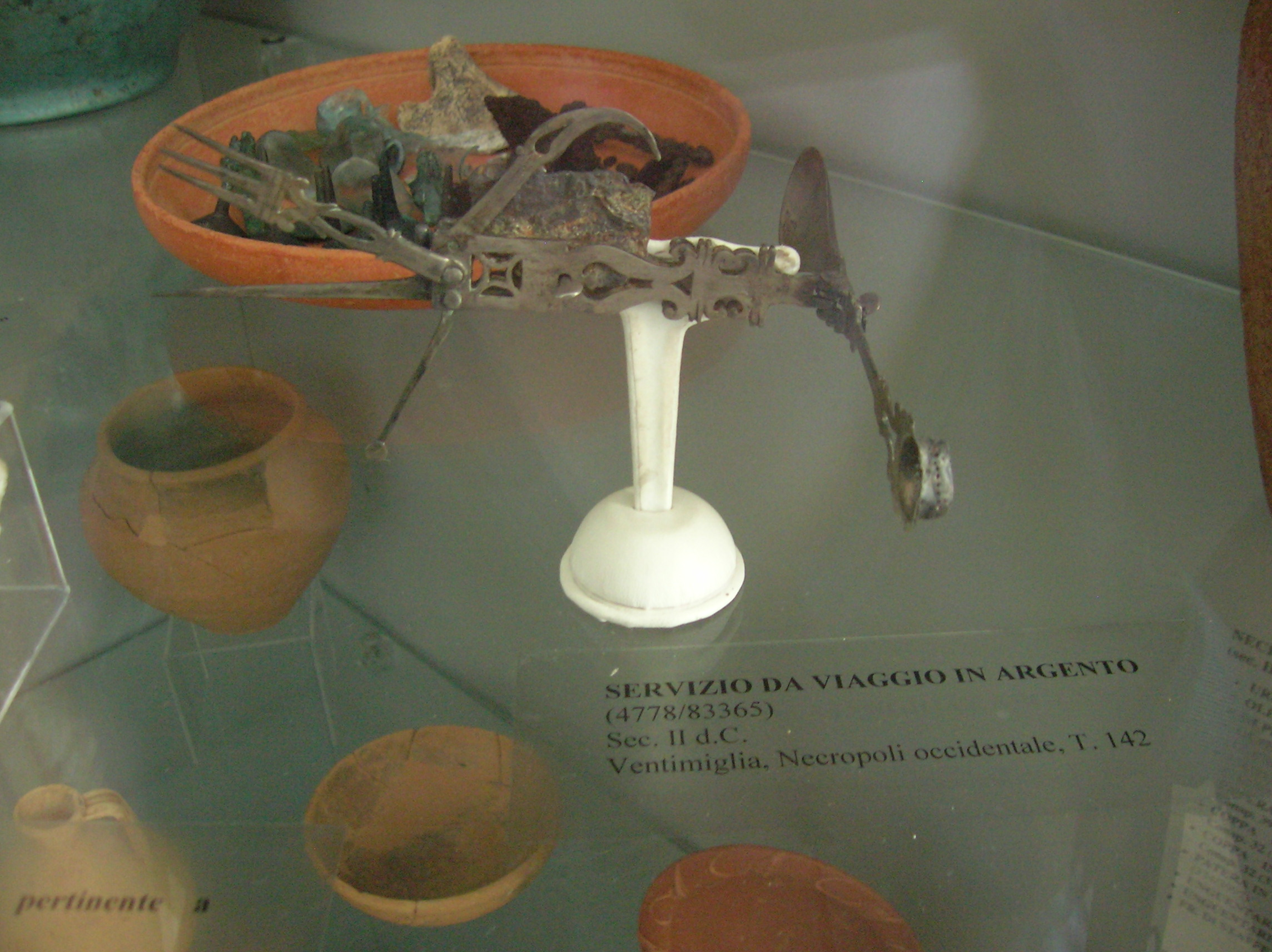
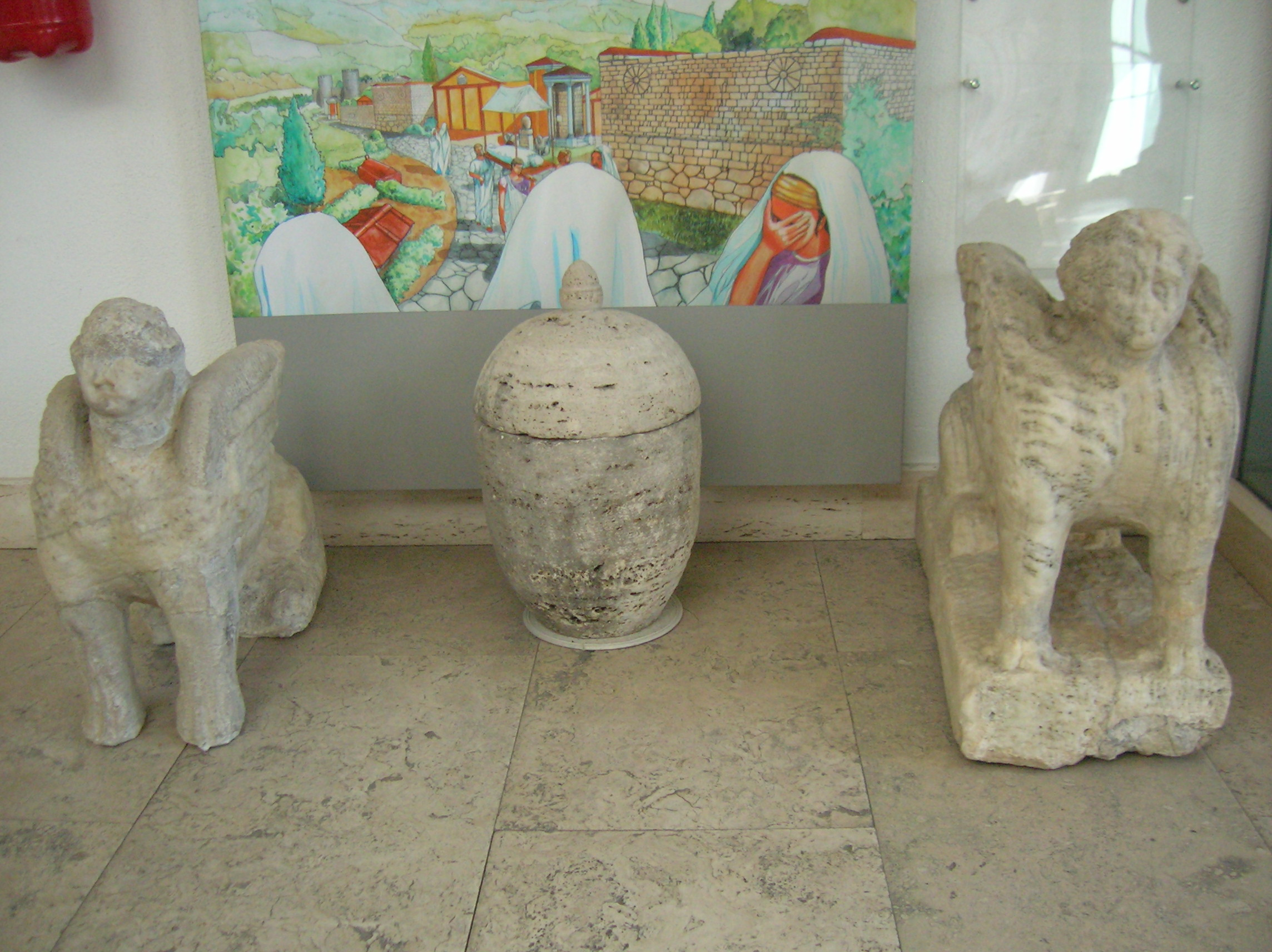
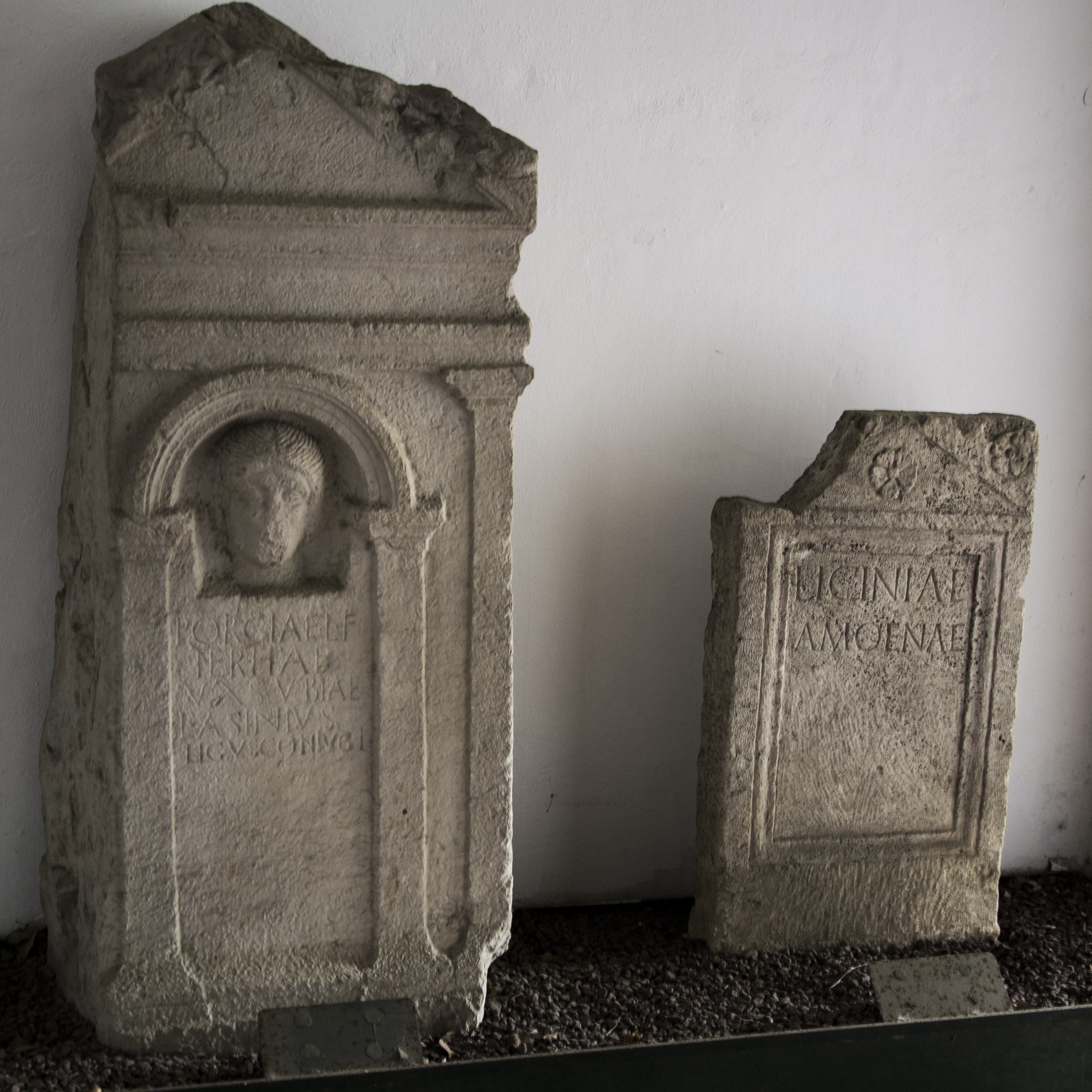
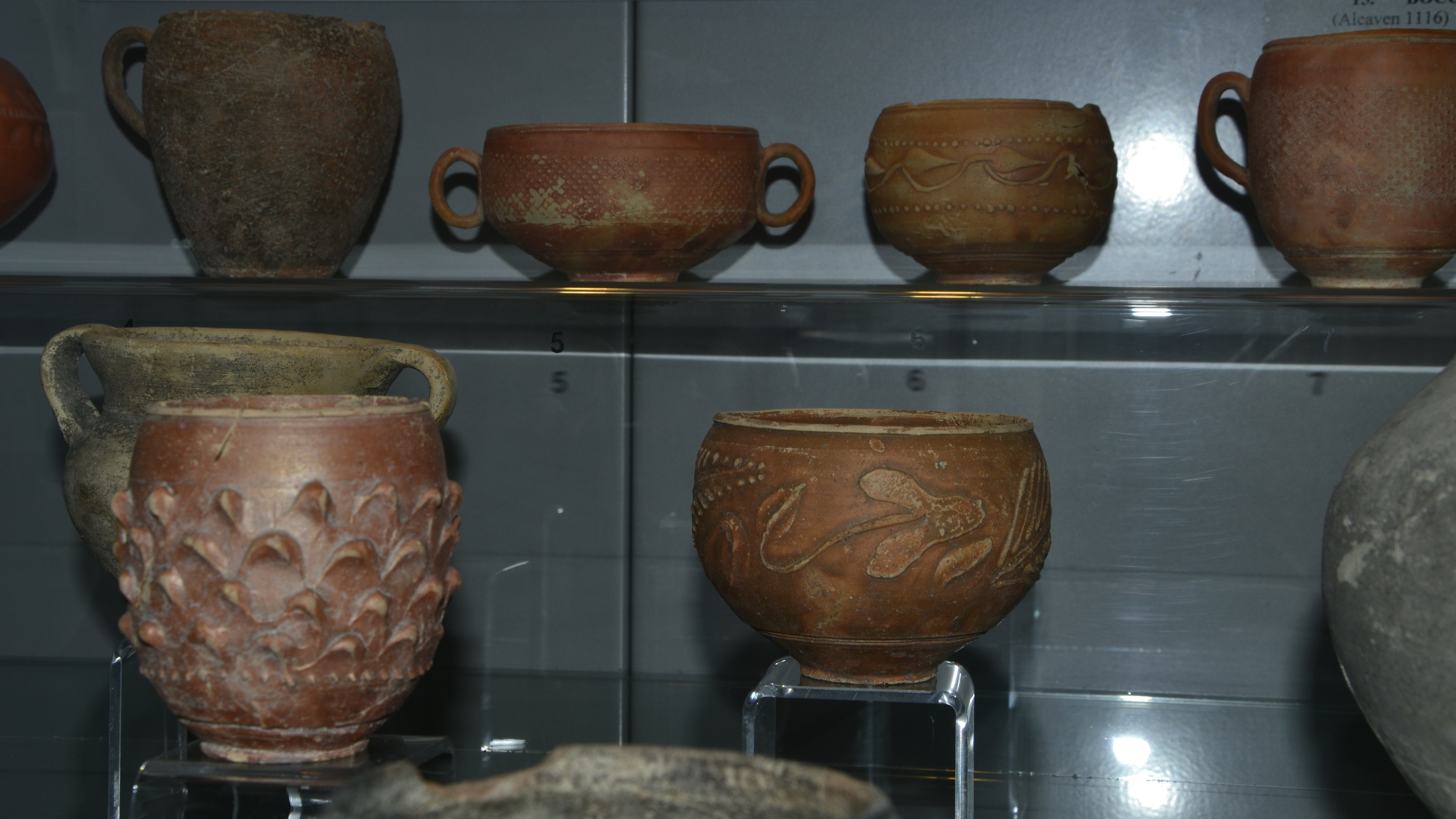